# Johan Sauwens
Johan Peter Jozef Sauwens, né à Saint-Trond, le 14 mars 1951, est un homme politique belge flamand membre du CD&V.
Johan Sauwens a étudié le droit à la KUL et fut avocat de 1975 à 1993. À l'origine, il fut membre de la Volksunie.
Il est commandeur de l'Ordre de Léopold (1999) et membre de l'Ordre de Gediminas (Lituanie, 1994).
En 2001, il dut démissionner de son poste de ministre flamand des affaires intérieures à la suite d'une polémique relative à sa présence à une réunion du Sint-Maartensfonds, amicale d'anciens combattants flamands du front de l'Est.

## Carrière politique
- 1977 -      : conseiller communal à Bilzen
- 1977 - 1985 : membre du conseil provincial du Limbourg
- 1983 - 1989 : bourgmestre de Bilzen
- 1985 - 1995 : député fédéral
- 1988 - 1992 : ministre flamand des travaux publics et des transports
- 1992 - 1995 : ministre flamand des transports, commerce extérieur et réforme de l'État
- 1995 - 2012 : bourgmestre de Bilzen
- 1995 - 1999 : député flamand
- 1999 - 2000 : ministre flamand des affaires intérieures, fonction publique et sport
- 2000 - 2001 : ministre flamand des affaires intérieures, fonction publique, ville, logement et sport
- 2001 - 2014 : député flamand